# 새벽의 비상선
"새벽의 비상선"은 한국에서 제작된 신현호 감독의 1964년 영화이다. 황해 등이 주연으로 출연하였고 정병준 등이 제작에 참여하였다.

## 출연

### 주연
- 황해
- 최지희
- 박암

## 기타
- 조명: 이한찬
- 미술: 홍성칠